# 투영기
투영기(投影機) 또는 프로젝터(projector)는 프로젝션 스크린이나 그와 비슷한 흰색의 평평한 표면 위에 영상(이미지나 동영상)임을 확대해서 보여 주기 위한 장치로, 보통 다수의 청중에게 동일한 정보를 제공하기 위해 사용되는 도구이다.

## 역사

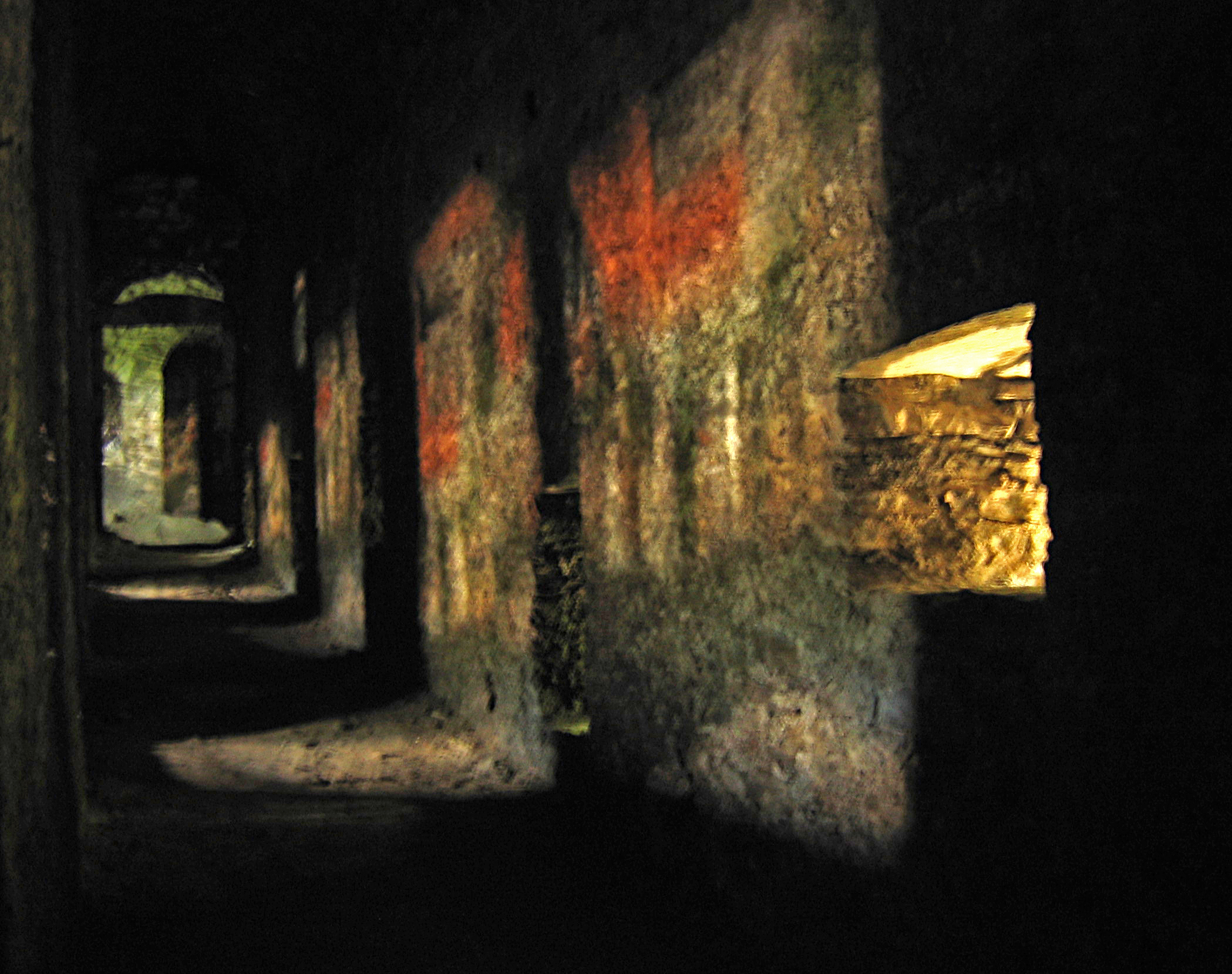
고대의 카메라 옵스큐라(camera obscura) 효과. 벨린초나 성의 애로슬릿

과거에 여러 종류의 투영기가 존재하였으나 그 증거가 희박하고 그 본연에 대한 보고가 분명하지 않다. 조지프 니드햄(Joseph Needham)은 1962년 그의 책 시리즈 《중국의 과학과 문명》에서 중국의 몇 가지 투영의 예를 요약하였다.

## 종류

### 영상 프로젝터
- 액정 프로젝터 (LCD)
- 음극선관 프로젝터 (CRT)
- DLP 프로젝터
- LCOS 프로젝터

### 투영프로젝터
- 영사기
- 슬라이드 영사기
- 오버헤드 프로젝터
- 환등기
- 사진 확대기

### 기타
- 영사기
- 핸드 헬드 프로젝터 (PDA와 함께 쓰임)
- 실물 화상기 (opaque projector, repidiascope, episcope)

## 같이 보기
- 홈 시어터 프로젝터